# Den Blå Planet
 For alternative betydninger, se Den blå planet (flertydig). (Se også artikler, som begynder med Den blå planet)
Den Blå Planet er et udstillingsakvarium i Kastrup på Amager i Storkøbenhavn. Det blev indviet 21. marts 2013 og er efterfølgeren til det tidligere Danmarks Akvarium.
Anlægget er 12.000 kvadratmeter inkl. udearealer og indeholder 20.000 dyr fordelt på mere end 700 arter. Den samlede akvarievolumen udgør 7 mio. liter.
Den Blå Planet blev i 2019 besøgt af knap 550.000 gæster og er blandt Danmarks 10 mest besøgte attraktioner.

## Generelt
Planerne om det 10.000 m² store og 630 mio. kr. dyre nybyggeri ud mod Øresund offentliggjordes i juni 2007.
Det blev indviet af Dronning Margrethe og Prins Henrik den 21. marts 2013 og åbnede for offentligheden den 22. marts 2013.
Den Blå Planet er opdelt i en række områder hvoraf de største udgøres af oceaniet, Amazonas – den sunkne skov, koralrevet og Afrikas søer. Anlægget indeholder 20.000 dyr, heraf 17.000 nyindkøbte, fordelt på 450 forskellige arter og var ved åbningen Nordeuropas største. Der er i alt 53 akvarier med 7 mio. liter vand, hvoraf oceantanken alene indeholder 4 mio. liter vand. De største fisk er hammerhajerne, der bliver over tre meter lange, når de er udvoksede i 2023.

## Udstillingsafsnit

### Regnskoven
I regnskovssektionen er der dværg- og filippinske krokodiller, arowanaer, pacuer, ferskvandsrokker, stor malle, kongeboa, violturako og andre. Dette afsnit har også et akvarium med en stor stime (omkring 3.000) af piranhaer. I nærheden af regnskoven er den mindre grotteafdeling med akvarier til blind hulefisk, forskellige elektriske fisk (elektrisk ål og elefantfisk) og andre fisk, der findes i mørke ferskvandsområder.

### De store afrikanske søer
Dette afsnit er tilegnet livet i Lake Malawi, Lake Tanganyika og Lake Victoria. Hovedsageligt rettet mod cichlider, men også hjemsted for andre fisk så som nilaborre (et rovdyr og derfor adskilt fra Victoria-cichliderne med akrylglas), og luftrummet over akvarierne er befolket med landsbyvæverfugle og andre små dyr.

### Evolution og tilpasning
Dette afsnit er målrettet illustration af, hvorledes fisk har udviklet og tilpasset sig bestemte levevilkår, og det indeholder et mangroveakvarium med fireøjede fisk, skyttefisk, dyndspringer og lignende samt akvarier til snappende skildpadde og primitive fisk såsom bikirer, pansergedder og lungefisk. Dette inkluderer den ældste fisk i akvariet, en australsk lungefisk, der ankom til Danmarks akvarium i Charlottenlund i 1967, da den allerede var en ung voksen (dens fulde alder er ukendt).

### Koldt vand
Afsnittet rummer primært indfødte danske arter både fra ferskvand og fra saltvand. Blandt andet indgår et berøringsbassin og et stort nordatlantisk akvarium med en 15 m høj havfugleklint, som er hjemsted for torsk, havkat, havål, lundefugle og andre arter. Ikke-hjemmehørende arter i eller i nærheden af koldtvandssektionen er kæmpestillehavsblæksprutte, søanemoner og andre arter. Dette afsnit husede også californiske søløver i en periode (da deres tidligere hjem, Akvariet i Bergen, blev renoveret). I begyndelsen af 2014 blev de flyttet til et permanent hjem i La Palmyre Zoo, Frankrig. Efter ændringer flyttede et par havoddere til den tidligere søløveudstilling i oktober 2014, hvilket gjorde akvariet til et af kun tre steder, hvor denne art kan ses i Europa (de andre er Lissabon Oceanarium i Portugal og Oceanopolis i Brest i Frankrig).

### Det varme hav
Dette afsnit indeholder det største akvarium i Den Blå Planet med 4.000.000 liter havtank.  Det er hjemsted for hajer (zebrahaj, sorttippet revhaj, wobbegonghajer og unge flerhornede hammerhajer), pilrokker, ørnerokker, guitarfisk, muræner, hestemakreller, abborrefisk og andre, der kan ses gennem et 16x8 m hovedvindue, der er 45 cm (18 tommer) tykt. Der er også en 16 m lang tunneltunnel. Overfor Ocean Tank er det 16 m lange koralrev med levende koraller og revfisk. [24] Der er også forskellige mindre akvarier med arter såsom bajonetfisk, løvpjaltefisk, søheste, et middelhavsakvarium, og den meget giftige stenfisk, dragefisk og olivenfarvet havslange.

## Arkitektur
Anlægget er tegnet af det danske arkitektfirma 3XN. Arkitekturen er inspireret af en hvirvelstrøm og er derfor et markant vartegn set fra luften. Bygningen er omgivet af høje spejlbassiner og beklædt med små rombeformede aluminiumsplader, der ligner fiskeskæl. Husets flydende geometri er muliggjort af en digitaliseret design- og byggeproces.

## Besøgstal og økonomi
|              | 2013      | 2014    | 2015    | 2016    | 2017    | 2018    | 2019    | 2020    |
| ------------ | --------- | ------- | ------- | ------- | ------- | ------- | ------- | ------- |
| Antal gæster | 1.090.000 | 768.007 | 603.557 | 592.000 | 553.000 | 521.000 | 545.000 | 302.000 |

Forud for åbningen i marts 2013 var målet at Den Blå Planet skulle få 700.000 besøgende om året, heraf 525.000 i 2013 (22. marts-31. december). De første 11 dage havde 75.800 gæster besøgt Den Blå Planet. Medio november 2013 havde besøgstallet rundet 1 mio., og der var solgt 36.000 årskort, hvilket var 20.000 flere end forventet. Til sammenligning havde det gamle Danmarks Akvarium 123.606 gæster i 2012. På 1-årsdagen den 22. marts 2014 havde 1,3 mio. gæster besøgt Den Blå Planet siden åbningen.
De følgende år var der faldende besøgstal, men det har i 2017-2019 stabiliseret sig på mellem 521.000 og 553.000 gæster årligt.
Den Blå Planet besøges af mange svenskere, og akvariets information findes derfor også på svensk. 65 % af gæsterne i højsæsonen er normalt turister.

### COVID-nedlukning og økonomisk krise
I regnskabet for 2019, som er dateret 20. maj 2020, anfører revisionspåtegningen at der var "stor usikkerhed om, hvorledes COVID-19 samlet set vil påvirke Den Blå Planets indtjening og likviditet i 2020 og de kommende år." Afhængig af hjælpepakker, kreditmuligheder, genåbning af samfundet og rejserestriktioner "kan disse forhold skabe betydelig tvivl om Den Blå Planets mulighed for at fortsætte driften."
I 2020 blev besøgstallet ramt af coronavirus-restriktionerne. Der var lukket 12. marts–21. maj og fra 9. december til årets udgang. Der var fravær af udenlandske turister. I sommerferien kunne man opnå et besøgstal som budgetteret via flere danske gæster. I den øvrige åbningsperiode var besøgstallet 20-40 % af det normale. Via indsamling og bidrag fra fonde og hjælpepakker kunne regnskabet balancere med et overskud på 212.000 kr. Ifølge årsregnskabet blev der gennemført "omkostningstilpasninger herunder en større nedjustering af medarbejderstaben", Personaleudgifterne er dog steget fra 26,1 mio. kr. (2018), 28,5 mio. kr. (2019) til 29,6 mio. kr. i 2020. Det gennemsnitlige antal fuldtidsansatte var 49 i 2018, 51 i 2019 og 50 i 2020. Ledelsesvederlaget steg fra 1.183.000 i 2018 og 1.292.000 kr. i 2019 (for ti måneder) til 2.002.000 kr. i 2020.
Den blå planets ejendomsomkostninger var årligt 33,7 mio. kr. (2018), 32,3 mio. kr. (2019) og 31,5 mio. kr. (2020). Heraf udgør elforbruget 7,5 mio. kr. eller 4.500.000 kWh årligt.
Bygningen ejes af Bygningsfonden Den blå planet som udlejer ejendommen til Den blå planet.